# خولیو آرکا
خولیو آرکا (انگلیسی: Julio Arca؛ زادهٔ ۳۱ ژانویهٔ ۱۹۸۱) بازیکن فوتبال اهل آرژانتین است.
از باشگاه‌هایی که در آن بازی کرده‌است می‌توان به باشگاه فوتبال میدلزبرو، ساندرلند و آرژانتینوس جونیورز اشاره کرد.
وی همچنین در تیم ملی فوتبال Argentina U20 بازی کرده‌است.